# Ka Choung
Ka Choung es el nombre que recibe una cascada en la provincia de Ratanakiri en el país asiático de Camboya. Las cataratas se encuentran en el distrito de Ban Lung a unos 7 kilómetros al noroeste de la capital provincial conocida como Banlung.